# Stazione di Aulla Lunigiana
Stazione di Aulla Lunigiana vasútállomás Olaszországban, Aulla településen.

## Vasútvonalak
Az állomást az alábbi vasútvonalak érintik:
- Parma–La Spezia-vasútvonal

## Kapcsolódó állomások
A vasútállomáshoz az alábbi állomások vannak a legközelebb:
- Stazione di Santo Stefano di Magra (Stazione di La Spezia Centrale, Parma–La Spezia-vasútvonal)
- Stazione di Villafranca-Bagnone (Stazione di Parma, Parma–La Spezia-vasútvonal)
- Stazione di Fivizzano-Rometta-Soliera (Stazione di Lucca, Aulla Lunigiana–Lucca-vasútvonal)